# Алабастрон

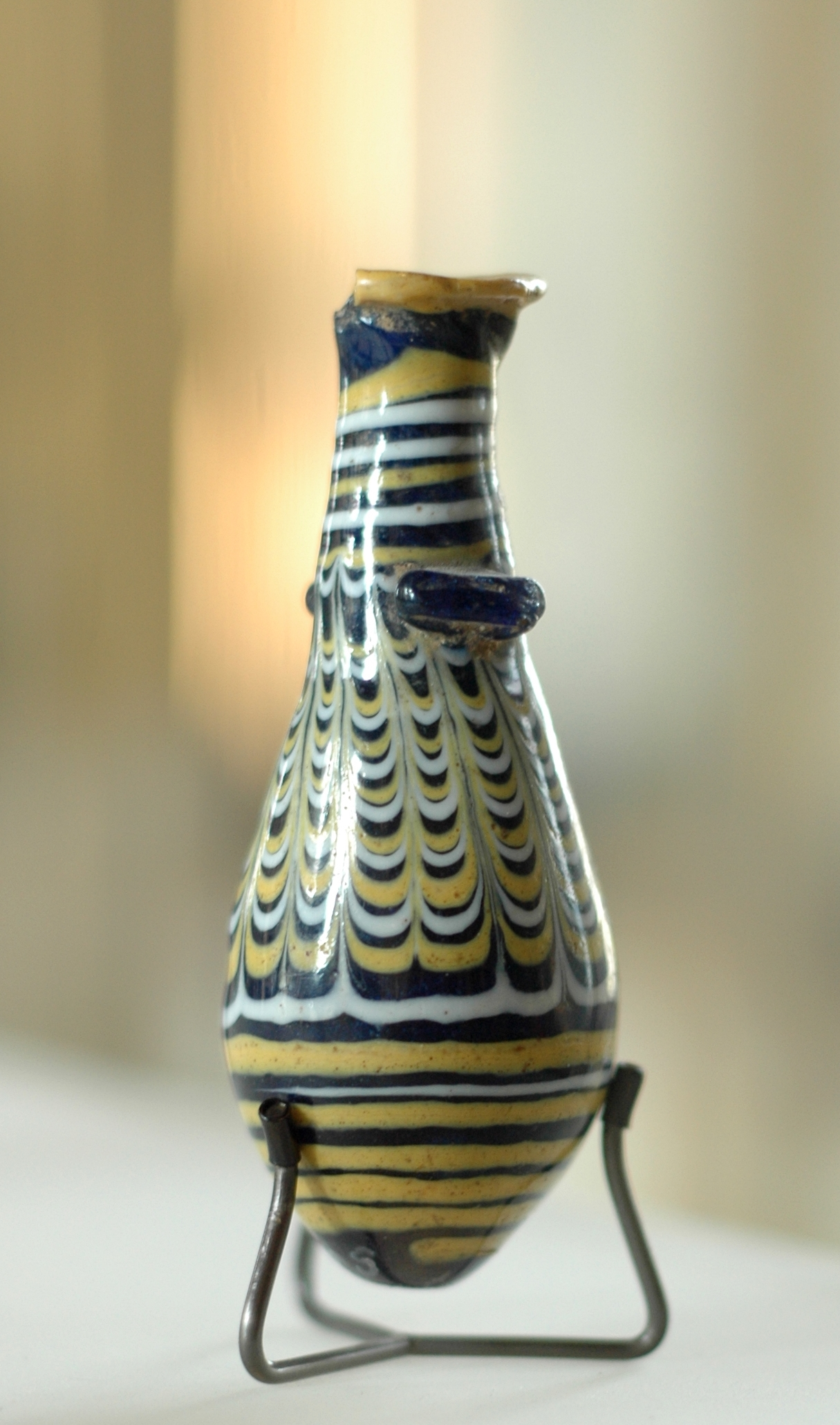
Стеклянный алабастрон. II—I вв. до н. э.

Алабастрон или алабастр (др.-греч. ἀλάβαστρον, лат. Alabastron) — грушеобразный или вытянутый сосуд цилиндрической формы с округлым дном или, реже, плоским дном. Шейка сосуда узкая, завершающаяся широкими плоскими губами. В отличие от ритона, алабастрон может стоять вертикально.
Алабастроны использовались для хранения ароматических веществ и жидкостей, преимущественно женщинами. Мужчины пользовались в аналогичных случаях арибаллами. Обыкновенно алабастрон носили на шнурке, который обвязывали вокруг его шейки. Спуститься шнурку вниз не давали выступы в верхней части тулова сосуда. Алабастроны конца VI в. до н. э. имеют более объемное тулово и короткую шейку, в IV в. до н. э. очертания тулова становятся более сухими, шейка удлиняется и завершается шляпкой губ, более высокой и тонкой.
Образцом для формы алабастрона послужила форма восточных сосудов из Египта, которые там изготавливались из алебастра, которому и обязаны своим названием.
Алабастроны обнаруживали при раскопках некрополей Кносса и Феста на острове Крит; они относятся к 1900—1300 гг. до н. э. и украшены в дворцовом стиле изображениями птиц, рыб и осьминогов.